# Château de Lysandré
Le château de Lysandré est un édifice situé à commune de Plouha en France.

## Localisation
Le château est situé sur le territoire de la commune de Plouha dans le département des Côtes-d'Armor, dans la région Bretagne.

## Description
Le château est un édifice de plan rectangulaire, ayant un fronton triangulaire sur sa façade principale, dans l'axe avec des armoiries en tympan. Au centre de la façade est disposé un perron, le rez-de-chaussée est surélevé. La chapelle, également sur plan rectangulaire, présente, au centre de sa toiture, un clocheton polygonal. Le linteau s'orne de deux médaillons, et armoiries entourées de sculptures. L'année 1760 était indiquée entre le linteau et la corniche. L'orangerie est un bel ensemble de 17 entre-axes dont celui du centre permet l'entrée à deux battants.

## Historique
Le château est inscrit partiellement au titre des monuments historiques par arrêté du 9 avril 1952.

## Protection
Éléments protégés : les façades et toitures de la chapelle et de l'orangerie.

## Galerie

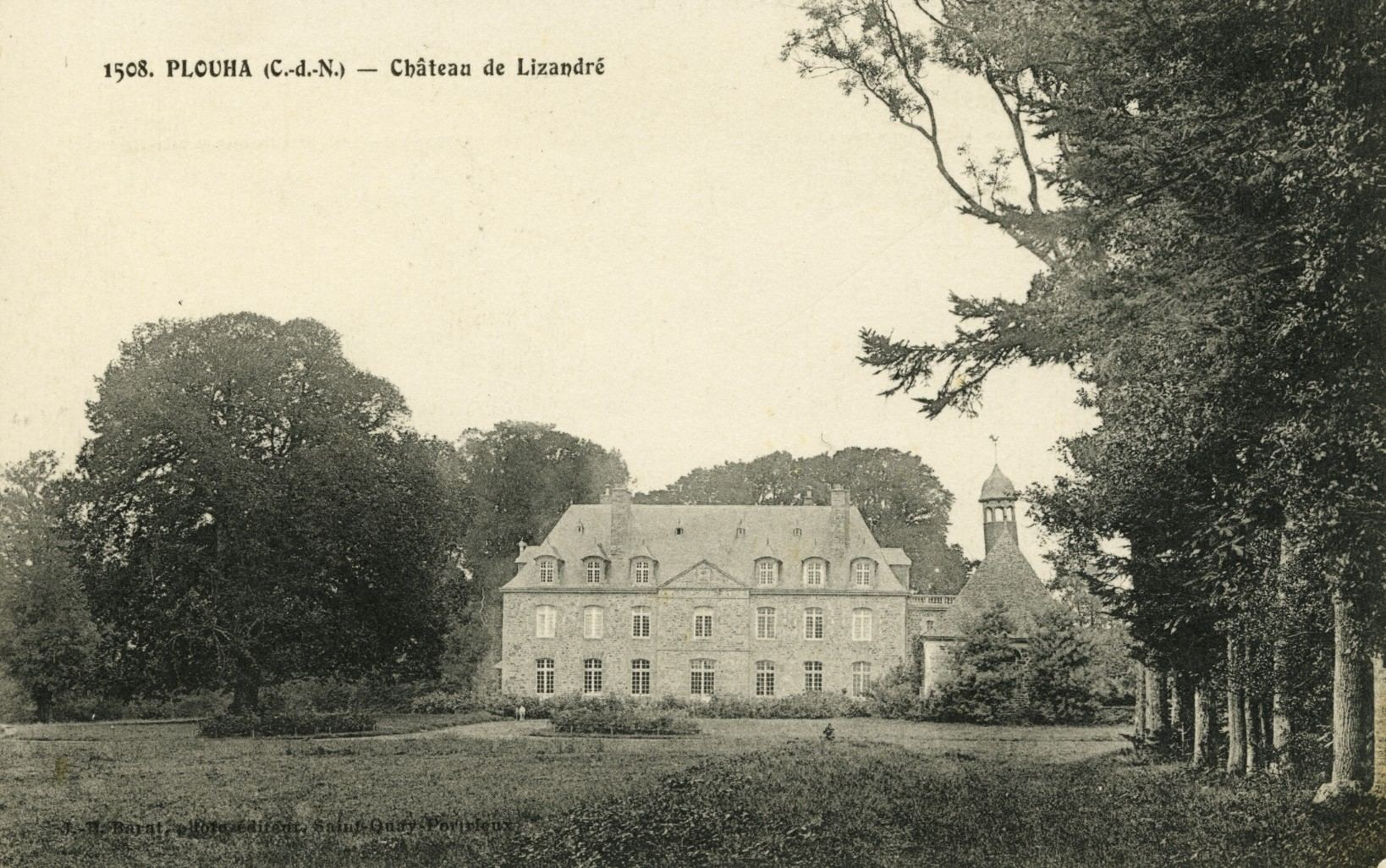
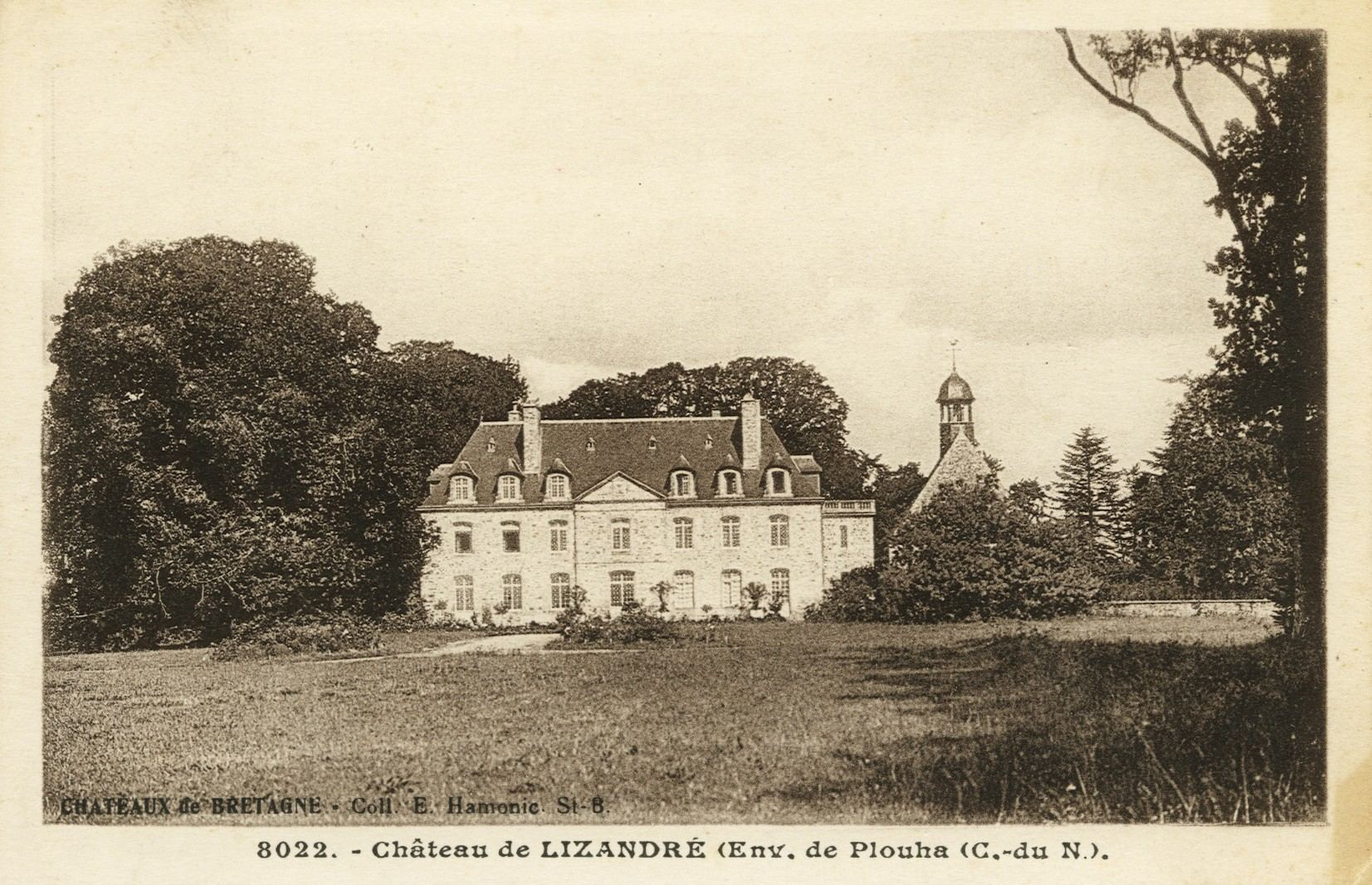
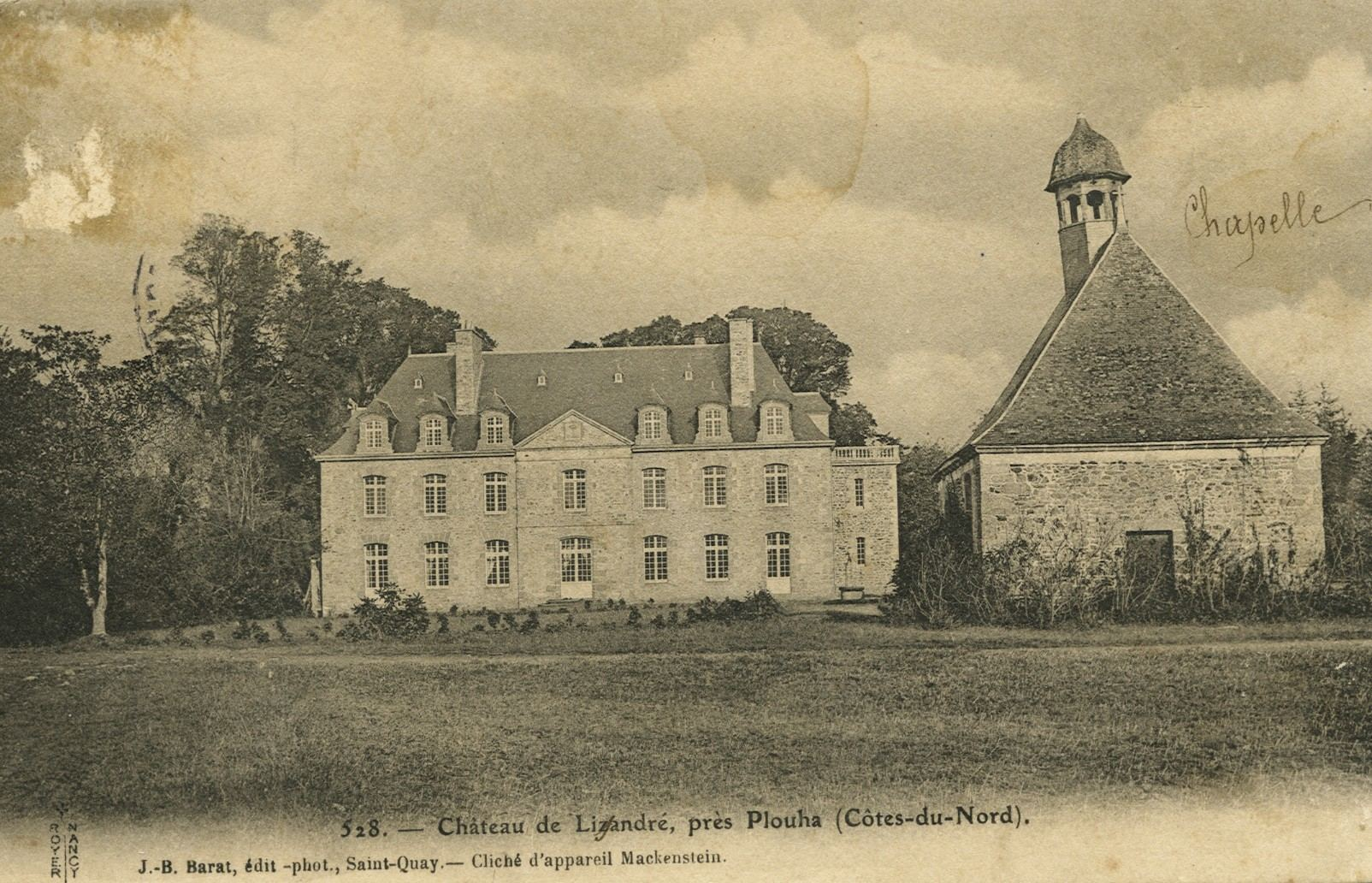